# 布勒维尔 (芒什省)
布勒维尔（法語：Breuville，法語發音：[bʁøvil]）是法国芒什省的一个市镇，属于瑟堡区。

## 地理
布勒维尔（49°32'10"N, 1°40'21"W）面积8.41 平方千米，位于法国诺曼底大区芒什省，该省份为法国西北部沿海省份，西、北、东北三面环大西洋，东起顺时针与卡爾瓦多斯省、奧恩省、马耶讷省和伊勒-维莱讷省接壤。
与布勒维尔接壤的市镇（或旧市镇、城区）包括：库维尔、布里克博、布里、罗维尔拉比戈、圣马丹勒格雷阿尔。

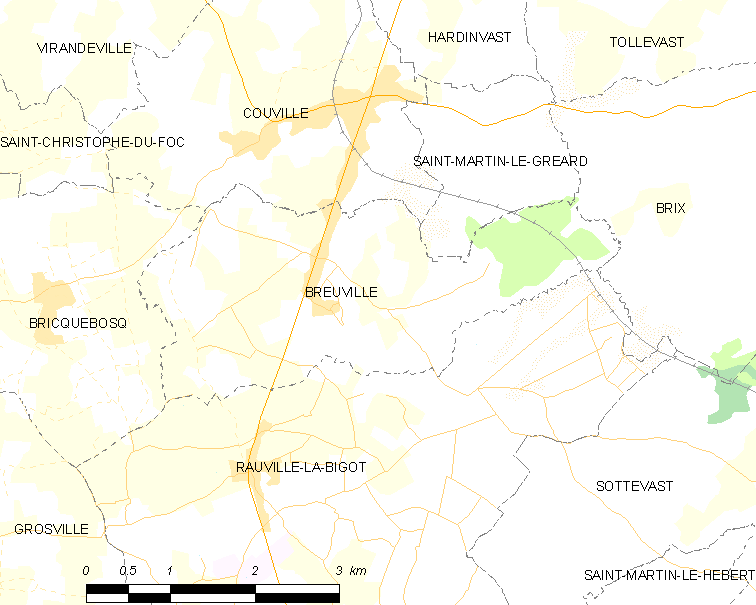
的OSM定位图

布勒维尔的时区为UTC+01:00、UTC+02:00（夏令时）。

## 行政
布勒维尔的邮政编码为50260，INSEE市镇编码为50079。

## 政治
布勒维尔所属的省级选区为科唐坦地区布里克贝克县。

## 人口

1962-2008年间人口变化图示

布勒维尔于2022年1月1日时的人口数量为405人。